# Cratere Latinus
Latinus è un cratere sulla superficie di Dione.